# Johann Jakob von Bronckhorst-Batenburg

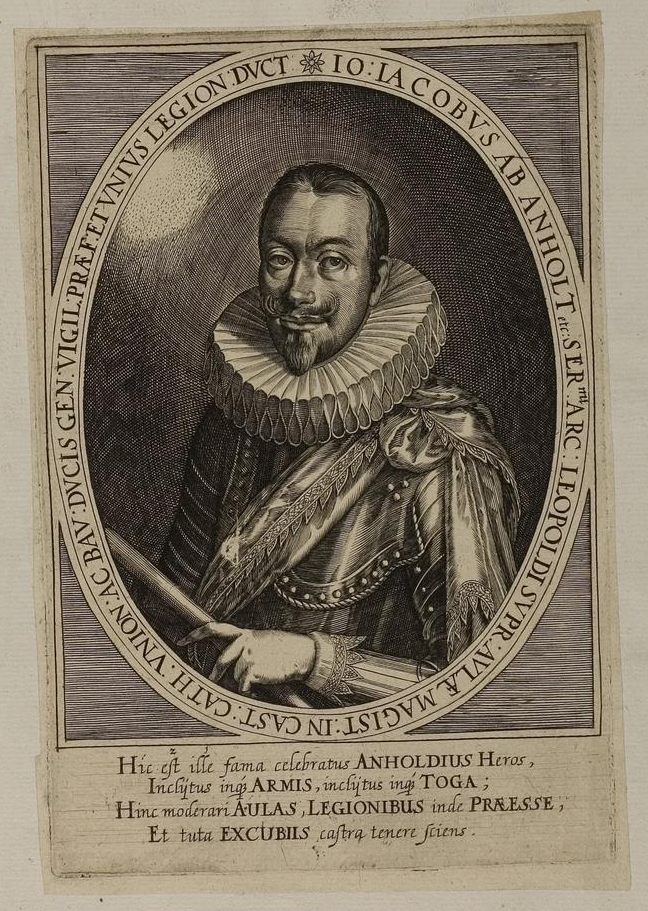
Johann Jakob von Bronckhorst-Batenburg, Kupferstich, nach 1629

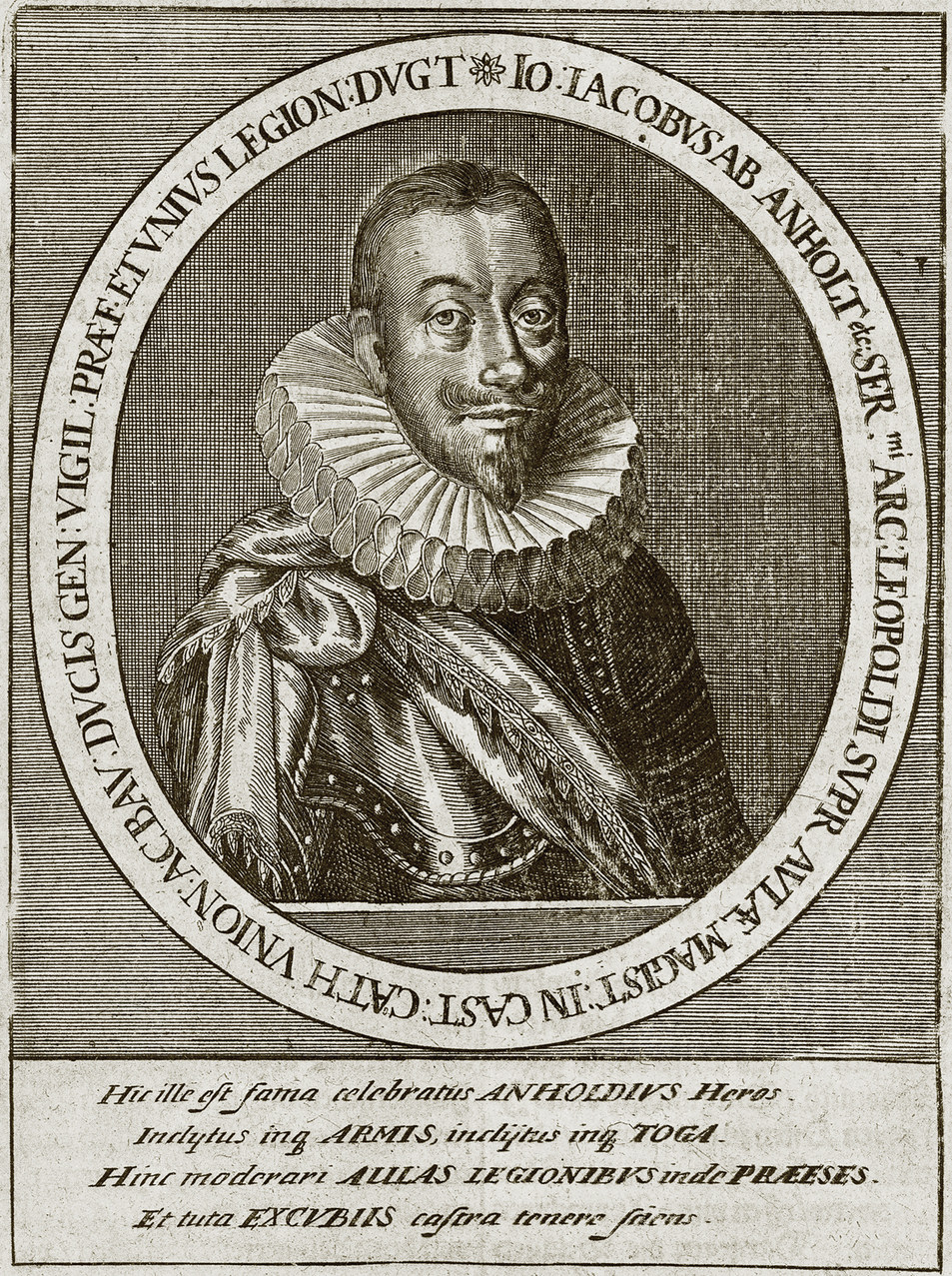
Porträt Johann Jakobs von Bronckhorst-Batenburg aus dem ersten Band von Matthäus Merians Theatrum Europaeum

Johann Jakob Freiherr (seit 1621 Graf) von Bronckhorst-Batenburg (* 12. Februar 1582 auf Burg Anholt, Herrschaft Anholt; † 19. Oktober 1630 in Freiburg im Breisgau), genannt Graf Anholt, war kaiserlicher Feldmarschall im Dreißigjährigen Krieg.

## Leben
Johann Jakob war der zweite Sohn des Freiherrn Jakob von Bronckhorst (1553–1582, gestorben bei der Belagerung von Lochheim), Herr zu Anholt und Batenburg, und dessen Frau Gertrud von Millendonk (1552–1612). Er genoss eine gute, standesgemäße Erziehung und sprach sehr gut Französisch, Italienisch und Latein; er soll sogar besser Italienisch als Deutsch gesprochen haben. Schon mit 12 Jahren wurde er Leutnant eines Fähnleins Anholter Soldaten. Mit 14 Jahren kam er zur Ausbildung auf eine lothringische Universität, wo er vier Jahre gründlich ausgebildet wurde. Danach machte er eine eineinhalbjährige Kavalierstour durch Italien. 1603 ging er wie sein Vater in den spanischen Militärdienst. 1605 wurde er zum Hauptmann ernannt. Nach dem Waffenstillstand von 1609 wurde er Oberst in österreichischen Diensten. Sein Kommandeur, Erzherzog Leopold, machte ihn zu seinem Geheimen Rat und zum Kommandeur eines Regiments zu Fuß. Das Regiment kämpfte ab 1618 auf Seiten der Katholischen Liga im Dreißigjährigen Krieg. Im Jahre 1620 beteiligte er sich unter Maximilian I. von Bayern in Böhmen an der Schlacht am Weißen Berg. Johann Jakob von Bronckhorst-Batenburg wurde anschließend schnell Feldmarschallleutnant und 1622 Feldmarschall in der kaiserlich-bayrischen Armee. Zudem wurde er – gemeinsam mit seinem älteren Bruder Dietrich IV. (1578–1649), dem Herrn von Anholt – 1621 von Ferdinand II. zum Reichsgrafen erhoben.
In den Jahren 1621 bis 1623 war Johann Jakob in Westfalen und Hessen der Gegenspieler von Christian von Braunschweig-Wolfenbüttel, den er in der Schlacht bei Kirdorf zurückwarf, und Ernst von Mansfeld, den er bis Ostfriesland zurücktrieb. Zu dieser Zeit war der spätere kaiserliche Generalleutnant Gallas sein Oberst. Schließlich besiegte er Christian von Braunschweig-Wolfenbüttel Ende 1623 unter Tilly in der Schlacht bei Stadtlohn, in der er sich als Kommandeur der Vorhut auszeichnen konnte, als diese die feindlichen Reihen durchbrach. Der spätere General Alexander von Velen war einer seiner Soldaten.
1624 belagerte er unter Ambrosio Spinola die Stadt Breda. Danach kämpfte er unter Tilly in Norddeutschland (Osnabrück, Nienburg/Weser, Stade) gegen die Dänen. Im Winter 1627/28 quartierte er sich in Ostfriesland ein. 1628 wurde ihm der Orden vom Goldenen Vlies verliehen; zur gleichen Zeit wurde Wallenstein sein Oberbefehlshaber. 1629 ernannte ihn der Kaiser zudem zum Landvogt im Elsass und von Vorderösterreich. 1630 starb er in Freiburg an Tuberkulose („Schwindsucht und Ruhr“).

## Familie
Johann Jakob heiratete am 6. November 1618 Maria Cleopha von Hohenzollern-Sigmaringen, Tochter von Karl II. von Hohenzollern-Sigmaringen und dessen zweiter Frau Elisabeth von Palant (* um 1567–1620), Gräfin von Culemborg. Das Paar hatte zwei Kinder:
- Johanna Katharina (Isabelle) (* 28. März 1627, † nach 1685), ⚭ 1641 Fürst Jacques Philippe von Croÿ-Millendonck († 1683 in Köln)[3], deren Sohn war Feldmarschall Charles Eugène de Croÿ.
- Dietrich